# Lista siturilor arheologice din județul Maramureș - T
Lista siturilor arheologice din județul Maramureș - T conține toate siturile arheologice din județul Maramureș înscrise în Repertoriul Arheologic Național (RAN) și aflate în localități al căror nume începe cu litera T. RAN este administrat de Ministerul Culturii și Patrimoniului Național și cuprinde date științifice, cartografice, topografice, imagini și planuri, precum și orice alte informații privitoare la zonele cu potențial arheologic, studiate sau nu, încă existente sau dispărute.
Puteți căuta un sit din localitățile care încep cu litera T folosind formularul de mai jos sau puteți naviga prin toate siturile din județ la Lista siturilor arheologice din județul Maramureș.
| Cod RAN                                   | Denumire | Localitate                     | Adresă              | Datare          | Descoperit                          | Coordonate | Imagine           | Erori            |
| ----------------------------------------- | --- | ------------------------------ | ------------------- | --------------- | ----------------------------------- | ---------- | ----------------- | ---------------- |
| 107396.01.01 (Cod LMI: MM-I-m-B-04425.03) | Situl arheologic de la Tisa - "Lazuri" / ansamblu anonim (Categorie: locuire civilă) (Tip: Așezare)                      | sat Tisa, comuna Bocicoiu Mare | Lazuri              | Coțofeni        | C. Kacso, R. Popa și R.Harhoiu 1872 |            | Încărcați imagine | Raportați eroare |
| 107396.01.02 (Cod LMI: MM-I-m-B-04425.02) | Situl arheologic de la Tisa - "Lazuri" / ansamblu anonim (Categorie: locuire civilă) (Tip: Așezare)                      | sat Tisa, comuna Bocicoiu Mare | Lazuri              | sec. VII a.Chr. | C. Kacso, R. Popa și R.Harhoiu 1872 |            | Încărcați imagine | Raportați eroare |
| 107396.01.03 (Cod LMI: MM-I-m-B-04425.01) | Situl arheologic de la Tisa - "Lazuri" / ansamblu anonim (Categorie: locuire civilă) (Tip: Așezare)                      | sat Tisa, comuna Bocicoiu Mare | Lazuri              | sec. VI - VII   | C. Kacso, R. Popa și R.Harhoiu 1872 |            | Încărcați imagine | Raportați eroare |
| 106826.01.01 (Cod LMI: MM-I-s-B-04424)    | Așezarea Suciu de Sus de la Târgu Lăpuș - "Eghereș" / ansamblu anonim (Categorie: locuire civilă) (Tip: Așezare)         | oraș Târgu Lăpuș               | Eghereș             | Lăpuș           |                                     |            | Încărcați imagine | Raportați eroare |
| 106826.02                                 | Unelte eneolitice la Târgu Lăpuș (Categorie: descoperire izolată) (Tip: obiect izolat)                                   | oraș Târgu Lăpuș               |                     |                 |                                     |            | Încărcați imagine | Raportați eroare |
| 107653.01.01                              | Așezarea preistorică de la Trestia / ansamblu anonim (Categorie: locuire civilă) (Tip: Așezare)                          | sat Trestia, comuna Cernești   |                     |                 |                                     |            | Încărcați imagine | Raportați eroare |
| 107074.01.01                              | Așezarea din epoca bronzului de la Tămășești - Dealul Tămășeștilor / ansamblu anonim (Categorie: locuire) (Tip: Așezare) | sat Tămășești, comuna Ariniș   | Dealul Tămășeștilor | Suciu de Sus    |                                     |            | Încărcați imagine | Raportați eroare |
| 106470.05.01                              | Așezarea din epoca bronzului de la Tăuții- Măgherăuș- Viile Tăuți / ansamblu anonim (Categorie: locuire) (Tip: Așezare)  | oraș Tăuții-Măgherăuș          | Viile Tăuți         |                 |                                     |            | Încărcați imagine | Raportați eroare |
| 106826.04.01                              | Așezarea din epoca bronzului de la Târgu Lăpuș - Întorsura / ansamblu anonim (Categorie: locuire) (Tip: Așezare)         | oraș Târgu Lăpuș               | Întorsura           | Lăpuș           |                                     |            | Încărcați imagine | Raportați eroare |